# Crown Jewel (2023)
Crown Jewel 2023 là sự kiện đấu vật chuyên nghiệp trả tiền cho mỗi lần xem và là sự kiện phát trực tiếp do WWE sản xuất. Nó sẽ được tổ chức cho các đô vật hoạt động trong Raw và SmackDown. Sự kiện sẽ diễn ra vào thứ Bảy, ngày 4 tháng 11 năm 2023, tại Mohammed Abdu Arena Riyadh, Vùng Riyadh, Ả Rập Xê Út. Đây sẽ là Crown Jewel thứ hai được tổ chức tại địa điểm này sau sự kiện năm 2021. Đây sẽ là sự kiện thứ 10 mà WWE tổ chức tại Ả Rập Xê Út trong khuôn khổ quan hệ đối tác kéo dài 10 năm nhằm hỗ trợ Tầm nhìn 2030 của Ả Rập Xê Út.
Tám trận đấu đã được diễn ra tại sự kiện, trong đó có một trận ở buổi chiếu Kickoff. Trong trận đấu tâm điểm của SmackDown, Roman Reigns đã đánh bại LA Knight để giữ đai Undisputed WWE Universal Championship. Trong trận đấu tâm điểm của Raw, Seth "Freakin" Rollins đã đánh bại Drew McIntyre để giữ đai World Heavyweight Championship, đây cũng là trận mở màn. Trong một trận đấu nổi bật khác, Logan Paul đã đánh bại Rey Mysterio để giành đai WWE United States Championship. Sự kiện này cũng chứng kiến sự trở lại của Kairi Sane; trận đấu WWE cuối cùng của cô ấy là vào tháng 7 năm 2020, tuy nhiên, cô ấy vẫn ở lại công ty cho đến tháng 12 năm 2021 với tư cách là đại sứ Nhật Bản. Nam diễn viên kiêm diễn viên hài người Ả Rập Saudi Ibrahim Al Hajjaj cũng xuất hiện.
Đây cũng là sự kiện WWE cuối cùng được phân phối chính thức trên Blu-ray và DVD ở Châu Âu, đồng thời là lần phát hành áp chót tại Hoa Kỳ, vì WWE đã chọn không gia hạn hợp đồng phát hành video gia đình với Fremantle sau năm 2023. Crown Jewel đã phát hành 2 đĩa vào ngày 12 tháng 12 tại Hoa Kỳ, ngày 18 tháng 12 tại Vương quốc Anh và ngày 22 tháng 12 tại Đức.

## Sản xuất
Đầu năm 2018, WWE đã bắt đầu hợp tác chiến lược đa nền tảng kéo dài 10 năm với Bộ Thể thao (trước đây là Tổng cục Thể thao) để hỗ trợ Tầm nhìn 2030 của Ả Rập Xê Út, chương trình cải cách kinh tế và xã hội của Ả Rập Xê Út. Crown Jewel sau đó được thành lập vào cuối năm đó như một trong những sự kiện định kỳ trong quan hệ đối tác này sẽ được tổ chức tại Riyadh, thủ đô của Ả Rập Xê Út, vào cuối tháng 10 đến đầu tháng 11. Được công bố chính thức vào ngày 7 tháng 10 năm 2023, Crown Jewel thứ năm và sự kiện tổng thể thứ 10 trong quan hệ đối tác Ả Rập Xê Út, dự kiến được tổ chức vào Thứ Bảy, ngày 4 tháng 11 năm 2023, tại Mohammed Abdu Arena, đánh dấu Crown Jewel thứ hai được tổ chức tại đây địa điểm sau sự kiện năm 2021. Sự kiện được phát sóng dưới hình thức trả tiền cho mỗi lượt xem trên toàn thế giới và có sẵn để phát trực tiếp trên Peacock ở Hoa Kỳ và WWE Network ở hầu hết các thị trường quốc tế, đồng thời có sự góp mặt của các đô vật từ Raw và SmackDown.

## Tổ chức
| Vai trò                         | Tên                 |
| ------------------------------- | ------------------- |
| Bình luận viên tiếng Anh        | Michael Cole        |
| Bình luận viên tiếng Anh        | Wade Barrett        |
| Bình luận viên tiếng Ả Rập      | Faisal Al-Mughaisib |
| Bình luận viên tiếng Ả Rập      | Jude Aldajani       |
| Thông báo viên sàn đấu          | Byron Saxton        |
| Trọng tài                       | Danilo Anfibio      |
| Trọng tài                       | Jessika Carr        |
| Trọng tài                       | Shawn Bennett       |
| Trọng tài                       | Jessika Carr        |
| Trọng tài                       | Ryan Tran           |
| Người điều khiển trước trận đấu | Megan Morant        |
| Người điều khiển trước trận đấu | Matt Camp           |
| Người điều khiển trước trận đấu | Peter Rosenberg     |

### Pre-show
Trong buổi chiếu Crown Jewel Kickoff, Sami Zayn đã đối mặt với JD McDonagh. Trong trận đấu, Zayn đã tung đòn cho McDonagh. McDonagh sau đó thực hiện cú Spanish Fly trên Zayn. Khi McDonagh cố gắng tấn công moonsault, Zayn đã phản công bằng cú big boot. Cuối cùng, Zayn tung ra cú corner exploder suplex, Helluva Kick và Blue Thunder Bomb vào McDonagh để giành chiến thắng.

### Các trận đấu khác
Mở đầu là trận đấu Seth "Freakin" Rollins bảo vệ đai World Heavyweight Championship trước Drew McIntyre. Trong trận đấu, McIntyre đã thực hiện cú vertical suplex cho Rollins. Rollins sau đó thực hiện một cú bay bằng đầu gối vào McIntyre. Khi Rollins cố gắng dùng cú suicide dive, McIntyre đã bắt được anh ta và thực hiện động tác overhead belly-to-back suplex. Rollins đã biểu diễn cú Pedigree trên McIntyre. Ở đoạn cao trào, khi Rollins thực hiện cú Phoenix Splash, McIntyre đã né được nó và thực hiện cú đá Claymore Kick vào Rollins. Khi McIntyre thử một cú Claymore khác, Rollins phản công bằng một cú superkick, pedigree và Curb Stomp lên McIntyre để giữ lại danh hiệu. Sau trận đấu, McIntyre ngay lập tức đi vào hậu trường trong khi Rollins ngồi trên sàn đấu. Damian Priest sau đó bước ra và cố gắng cash-in hợp đồng Money in the Bank của mình, tuy nhiên, Sami Zayn xuất hiện từ đám đông và đẩy Priest vào cột sàn đấu để ngăn cản việc rút tiền. Zayn sau đó chạy vào đám đông với chiếc vali của Priest.
Tiếp theo, Rhea Ripley bảo vệ đai Women's World Championship trước Shayna Baszler, Nia Jax, Raquel Rodriguez và Zoey Stark trong một trận đấu fatal five-way. Trong những giây phút kết thúc, Ripley thực hiện cú Riptide vào Baszler và Rodriguez cố gắng ghim Baszler. Ripley đã phá vỡ bằng cách tung Riptide on Stark cho Rodriguez và Baszler, sau đó ghim Baszler để giữ lại danh hiệu của cô ấy.
Sau đó, John Cena đối mặt với Solo Sikoa. Cena bắt đầu nhắm vào toàn bộ cánh tay phải của Sikoa nhằm ngăn anh ta sử dụng cú Samoan Spike. Ở giai đoạn kết thúc, Sikoa thực hiện một cú đá xoáy gót chân khiến Cena suýt ngã. Khi Sikoa cố gắng tấn công cú amoan Spike, Cena đã trốn thoát và áp dụng cú STF lên Sikoa, tuy nhiên, Sikoa đã đảo ngược nó thành một nỗ lực ghim và suýt giành chiến thắng. Khi Cena cố gắng tung cú Attitude Adjustment, Sikoa đã trốn thoát và thực hiện một cú Samoan Drop và một đòn tấn công bằng hông ở góc chạy vào Cena. Sikoa sau đó thực hiện cú Samoan Spike cho Cena. Sikoa sau đó thực hiện hai cú Samoan Spikes nữa cho Cena, người vẫn đứng dậy được. Sau đó, Sikoa tấn công Cena bằng nhiều cú Samoan Spikes và ghim anh ta để giành chiến thắng trong trận đấu. Sau trận đấu, khán giả đã dành cho Cena sự hoan nghênh nhiệt liệt khi anh ấy bước vào khu vực hậu trường một cách đầy xúc động.
Sau đó, The Miz đã tổ chức chương trình "Miz TV" với khách mời đặc biệt, diễn viên kiêm diễn viên hài người Ả Rập Saudi Ibrahim Al Hajjaj, người đóng vai chính trong bộ phim hài đấu vật Sattar của Saudi năm 2022. Họ bị gián đoạn bởi Grayson Waller của SmackDown, người muốn biến phân đoạn này thành "Hiệu ứng Grayson Waller". Miz và Waller tranh cãi và Hajjaj đứng về phía Miz. Sau một cuộc ẩu đả, Miz đánh Skull Crushing Finale vào Waller, tiếp theo là Hajjaj biểu diễn cú People's Elbow lên anh ta.
Tiếp theo, Rey Mysterio bảo vệ đai United States Championship trước Logan Paul. Trong giai đoạn mở đầu, Mysterio đã hạ gục Paul bằng cú headscissors takedown. Sau đó, Paul thực hiện một đòn rolling senton và springboard moonsault tới Mysterio. Mysterio cố gắng tấn công cú moonsault, nhưng Paul đã bắt được anh ta và tung ra một powerslam và Buckshot Lariat. Paul sau đó thực hiện một cú đánh moonsault fallaway slam với Mysterio. Sau đó, một thành viên trong đoàn tùy tùng của Paul xuất hiện và đưa cho Paul những chiếc đốt ngón tay bằng đồng, nhưng Mysterio đã đá nó đi. Người bạn World Order của Mysterio Latino, Santos Escobar sau đó bước ra và đuổi theo đồng minh của Paul, nhưng Escobar đã để lại những chiếc đốt ngón tay bằng đồng trên tạp dề đeo nhẫn mà Paul đã lấy lại được. Mysterio sau đó tung ra cú 619, nhưng khi anh ta cố gắng tung cú moonsault, Paul đã cản trở anh ta bằng một cú One Lucky Punch bằng các đốt ngón tay bằng đồng và ghim Mysterio để giành được danh hiệu đầu tiên trong WWE.
Trong trận đấu thứ năm, Iyo Sky bảo vệ được đai WWE Women's Championship trước Bianca Belair. Trong giai đoạn kết thúc, Belair đã thực hiện cú alley-oop powerbomb và German suplex cho Sky. Sky sau đó thực hiện đòn tấn công cú moonsault của Orihara và một cú springboard dropkick vào Belair. Belair sau đó đã thực hiện được Glam Slam, nhưng khi cô ấy tiến tới ghim, Bayley, người bạn của Sky's Damage CTRL, đã bước ra và đánh lạc hướng trọng tài Jessika Carr. Khi Carr bị phân tâm, Belair đã cố gắng thực hiện cú Kiss of Death với Sky thông qua bàn bình luận, nhưng Kairi Sane đã bất ngờ quay trở lại WWE và giao Uraken cho Belair. Sky sau đó biểu diễn cú Over the Moonsault cho Belair và ghim cô ấy để giữ lại danh hiệu của mình. Sau trận đấu, Sky và Sane tấn công Belair, Sane thực hiện Insane Elbow với Belair.
Ở trận áp chót, Cody Rhodes đối mặt với Damian Priest. Ở giai đoạn kết thúc, Rhodes tung ra cú Disaster Kick cho Priest. Sau đó, Priest tung cú lariat và Reckoning cho Rhodes trên bàn bình luận. Khi Priest cố gắng thực hiện cú Reckoning, Rhodes đã đảo ngược nó thành cú Cross Rhodes. Finn Bálor và JD McDonagh sau đó bước ra và đánh lạc hướng trọng tài, cho phép Priest thực hiện cú chokeslam South of Heaven cho Rhodes. "Dirty" Dominik Mysterio sau đó bước ra với một chiếc ghế thép, nhưng Jey Uso đã xuất hiện và cản trở anh ta bằng cú superkick và một superkick khác tới Bálor, rồi đuổi cả ba người ra ngoài bằng chiếc ghế thép. Rhodes sau đó tấn công cú Cody Cutter, Bionic Elbow và ba cú Cross Rhodes cho Priest và ghim anh ta để giành chiến thắng.

### Trận đấu tâm điểm
Trong trận đấu tâm điểm, Roman Reigns (đi cùng với Paul Heyman) bảo vệ chức vô địch Undisputed WWE Universal Championship trước LA Knight. Trong giai đoạn mở đầu, Knight đã giao cú swinging neckbreaker và một cú baseball slide dropkick cho Reigns. Knight sau đó thực hiện một cú slingshot shoulder tackle vào Reigns. Reigns sau đó tung ra cú Uranage, nhưng khi anh ta cố gắng thực hiện cú Superman Punch, Knight đã bắt được anh ta và đánh trúng chiếc áo choàng cổ của lính cứu hỏa. Khi Knight cố gắng thực hiện cú nhảy thả cùi chỏ, Reigns đã di chuyển sang một bên và tung ra cú Superman Punch. Knight sau đó thực hiện một cú superplex và một cú nhảy bằng cùi chỏ cho Reigns. Solo Sikoa sau đó lao ra đánh lạc hướng trọng tài, tạo điều kiện cho Jimmy Uso kéo Reigns ra khỏi sàn đấu. Reigns sau đó giao một cú Superman Punch khác và Spear. Reigns bị khóa trong guillotine choke, nhưng Knight đã đảo ngược nó và đánh cú Blunt Force Trauma (BFT), sau khi Uso đặt chân Reigns lên dây (trọng tài không biết). Knight sau đó liên tục đập đầu của Uso và Reigns lên bàn bình luận. Sau đó, Uso cố gắng thực hiện cú superkick với Knight, nhưng Knight đã bắt được anh ta và tung ra cú belly-to-back suplex cho anh ta trên bàn bình luận. Sau đó, Reigns ngay lập tức thực hiện đòn Spear vào Knight xuyên qua hàng rào và đòn Spear vào Knight bên trong sàn đấu và ghim anh ta để giữ lại danh hiệu. Chiến thắng này đánh dấu lần thứ ba Reigns giành được chức vô địch WWE Universal Championship tại ba sự kiện Crown Jewel liên tiếp và lần thứ hai với chức vô địch WWE Championship.

## Kết quả
| #                                           | Kết quả                                                                                            | Thể loại                                                     | Thời gian |
| ------------------------------------------- | -------------------------------------------------------------------------------------------------- | ------------------------------------------------------------ | --------- |
| 1                                           | Sami Zayn đánh bại JD McDonagh bằng đòn kết liễu                                                   | Trận đấu đơn                                                 | 9:40      |
| 2                                           | Seth "Freakin" Rollins (c) đánh bại Drew McIntyre bằng đòn kết liễu                                | Trận đấu đơn tranh đai World Heavyweight Championship        | 18:20     |
| 3                                           | Rhea Ripley (c) đánh bại Nia Jax, Raquel Rodriguez, Shayna Baszler và Zoey Stark bằng đòn kết liễu | Trận đấu 5 người tranh đai Women's World Championship        | 11:05     |
| 4                                           | Solo Sikoa đánh bại John Cena bằng đòn kết liễu                                                    | Trận đấu đơn                                                 | 16:10     |
| 5                                           | Logan Paul đánh bại Rey Mysterio (c) bằng đòn kết liễu                                             | Trận đấu đơn tranh đai WWE United States Championship        | 17:55     |
| 6                                           | Iyo Sky (c) đánh bại Bianca Belair bằng đòn kết liễu                                               | Trận đấu đơn tranh đai WWE Women's Championship              | 16:35     |
| 7                                           | Cody Rhodes đánh bại Damian Priest bằng đòn kết liễu                                               | Trận đấu đơn                                                 | 11:05     |
| 8                                           | Roman Reigns (c) (đi với Paul Heyman) đánh bại LA Knight bằng đòn kết liễu                         | Trận đấu đơn tranh đai Undisputed WWE Universal Championship | 20:05     |
| - (c) – chỉ người vô địch bước vào trận đấu | |                                                              |           |